# 魚乾片

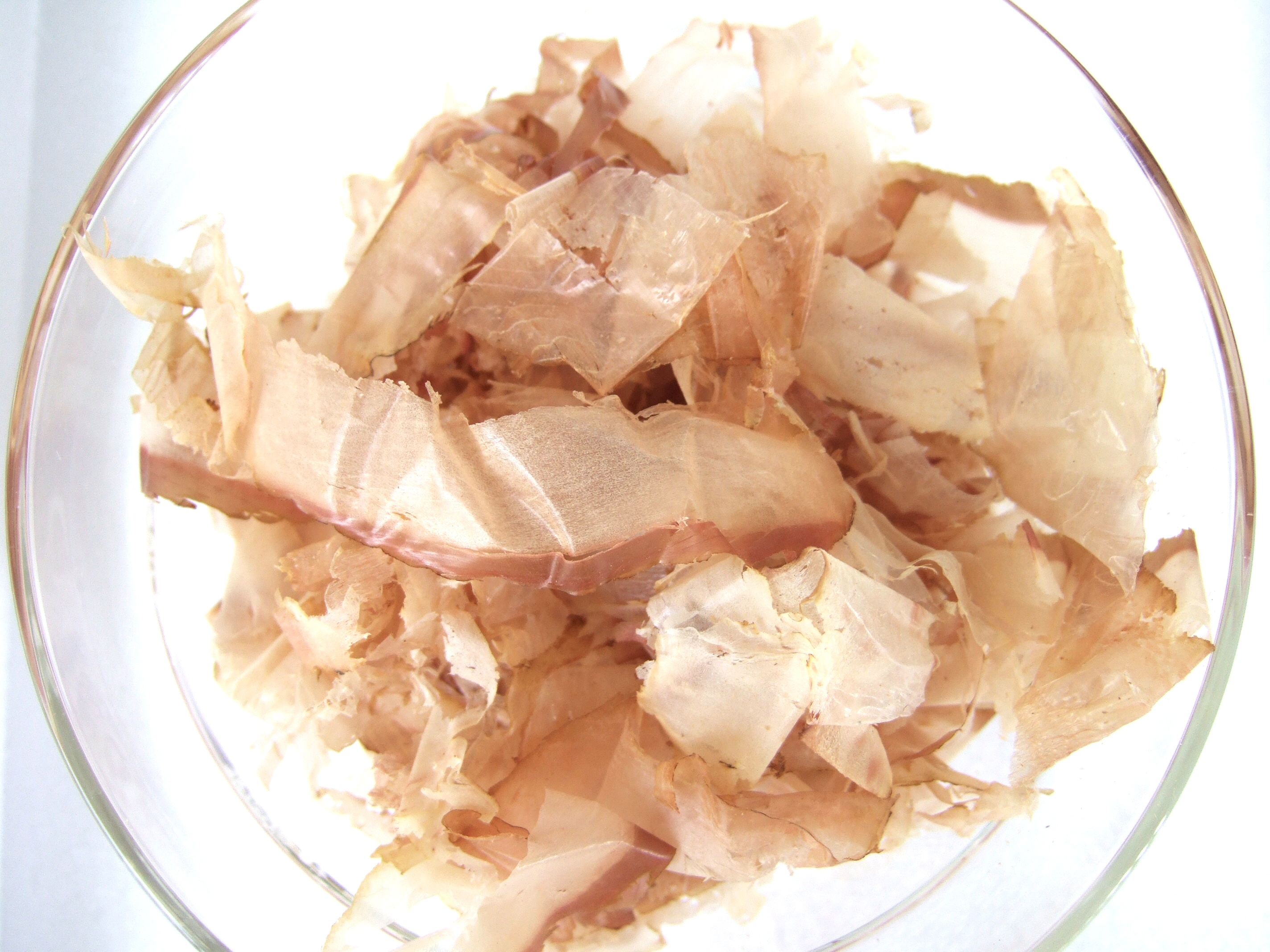
柴魚片

魚乾片（日语：／ Kezu ri bushi），是一種把鰹魚乾或鯖魚乾、沙丁魚乾、鮪魚乾等，刨成一片一片的調味品。

## 作法
將捕獲的鰹魚去除頭部、內臟與放血，將魚切成適當大小的魚塊，再放到大鍋中以未滾開的熱水煮一至二小時防止魚肉腐敗，再來將煮好的魚塊的魚皮、皮下脂肪與魚刺去除，再來將處理好的魚塊用橡木或櫟木等發煙量較大的木材來進行烘焙，重覆數次的烘焙與放冷步驟，使其魚塊內部水分逐漸去除，此次的魚塊被稱為荒節，表面上附著一層焦油。再來將荒節日曬一天、陰放數天後削除表面焦油與修整荒節外型，削除表面焦油的魚塊被稱為裸節。最後再將裸節日曬數天，再陰放數天使其長霉後擦除再日曬，重覆數次步驟，使裸節內部更加乾燥，這個步驟可以讓霉來分解裸節的脂肪，提升裸節的香味，製作好的裸節最終被稱為「本枯節」。

## 鰹魚乾片
鰹魚乾片，又稱柴魚片、木魚花、木魚碎，是將鰹魚乾刨成薄片而成，為魚乾片最常見的種類之一。

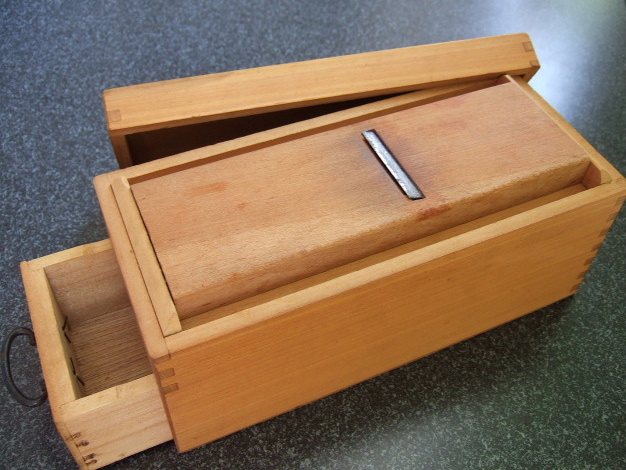
刨柴魚盒

## 用途
基本上當作一種調味品使用。
- 柴魚片常做為日式高湯的底料，也時常加入味噌湯的湯底，增加味噌湯的鮮味及甜味。
- 柴魚片可用於皮蛋豆腐及涼拌豆腐作為調味品。
- 在日本可將柴魚片灑在白飯上面，淋上醬油後食用，稱為「貓飯（日语：猫まんま）」。
- 灑在章魚燒做為佐料。
- 市面上的營業餐廳與市售泡麵調味包經常利用營業用鰹魚粉、柴魚粉做為湯頭的原料，是甘甜湯頭速成的方案。

## 可能致癌物
由於柴魚是由高溫烘烤煙燻製成，而可能產生苯芘這種致癌物質於柴魚焦黑外皮上，故刨片製成柴魚片食用前，應去除焦黑的外皮。。